# 酒釀
酒釀，又稱醪糟或醪醩，是一種可以家庭制作的并廣泛流行於中國各地及朝鮮半島的小吃，味道甜，有酒味，在陕西、四川、江浙、北京、云南等地很受欢迎，其中朝鮮半島的醪糟稱為甘酒。酒酿是用糯米飯加入酒藥（由米和食用真菌製成）發酵而成的。

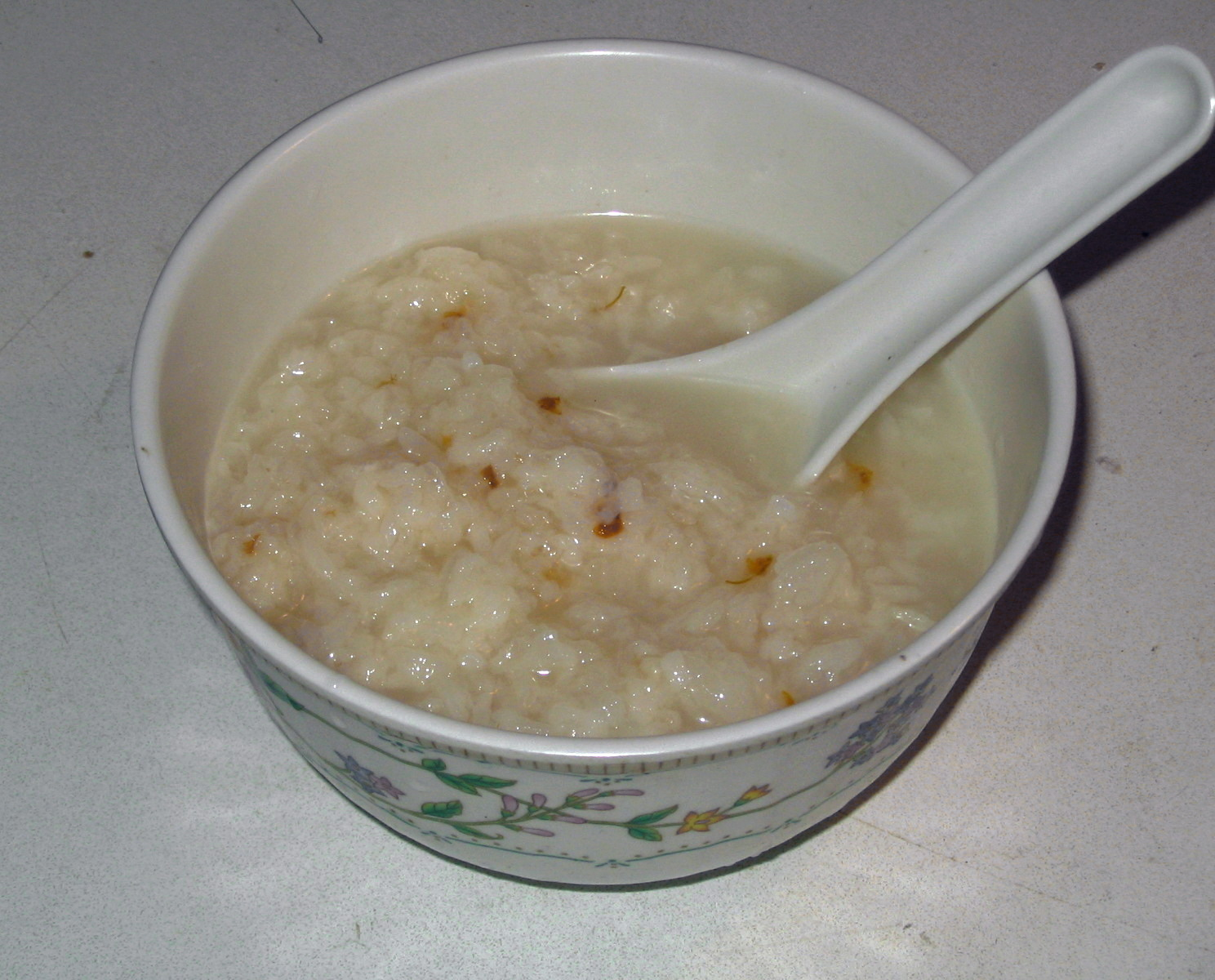
桂花酒酿

## 製作方法

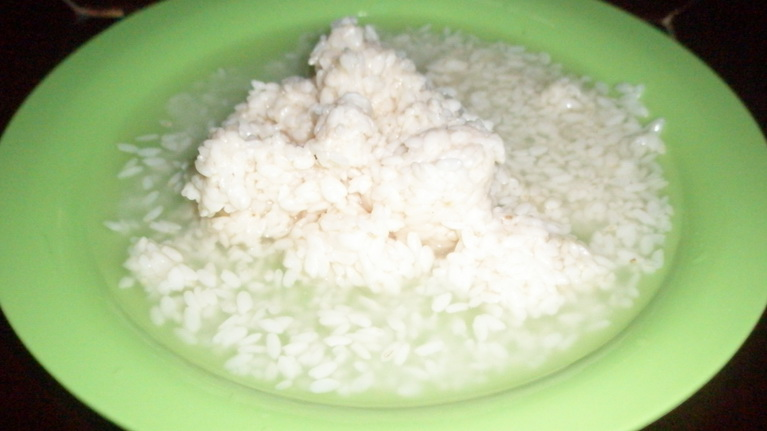
酒釀

1. 把糯米洗淨，将糯米浸泡12-24小时之后放在蒸笼裡蒸熟。用一般白米也可以。
2. 把一小塊酒藥碾成細粉末。也有说法是将酒藥融于水中。
3. 待糯米飯降溫至40℃以下，將其盛入容器内（也可留在鍋中），将酒藥粉末或溶液均匀拌在米饭内，壓實，在表面挖一個到容器底的坑。
4. 容器盖严，比如可以用保鮮膜蓋嚴（但可留有少量空氣。）
5. 保溫35－37℃，依环境温度，一天半到兩天即可食用。若無保溫條件，室溫四五天左右也可完成發酵。溫度過高則會影響食用菌繁殖。
6. 做好的酒釀應當儘快食用或放入冰箱冷藏，否則過分發酵會使米粒空虚且酒味过重而影響風味。

## 發酵原理

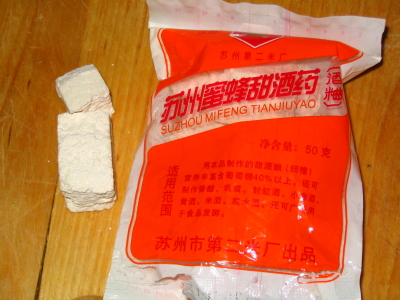
製成塊狀的酒藥

### 酒藥
酒藥又稱酒母或者麴，含有大量微生物，包括細菌和真菌，用於發酵多種食物，不同用途的麴其原料、製作方法和微生物成分都有區別。
中國醪糟的酒麴以秈米爲原料，多製成塊狀，呈白色。主要有效成分是兩類真菌——根黴和酵母。

### 發酵過程
糯米的主要成分是澱粉（多糖的一種），尤其以支鏈澱粉爲主。將酒麴撒上後，首先根黴和酵母開始繁殖，並分泌澱粉酶，將澱粉水解成爲葡萄糖。醪糟的甜味即由此得來。醪糟表面的白醭就是根黴的菌絲。隨後，葡萄糖在無氧條件下在真菌細胞内發生糖酵解代謝，將葡萄糖分解成爲酒精和二氧化碳：
C6H12O6 → 2 C2H5OH + 2 CO2
然而在有氧条件下，葡萄糖也可被完全氧化成二氧化碳和水，提供較多能量：
C6H12O6 + 6 O2 → 6 CO2 + 6 H2O
已經生成的酒精也可被氧化成爲醋酸：
2 C2H5OH + O2 → CH3COOH + H2O
因此在發酵過程開始時，可以保留少量空氣，以便使食用真菌利用有氧呼吸提供的大量能量快速繁殖，加快發酵速度。然而在真菌增殖後，就應該防止更多氧氣進入，以致葡萄糖被白白氧化成二氧化碳或者醪糟變酸。
綜上，發酵時間需要比較準確控制，恰到好處：過長則澱粉被分解完，酒味過大，像飲料，沒有嚼頭；時間不夠則米尚未酥爛，口感黏，像糯米飯。發酵過程中最好也不要打開，一來氧氣會進入，二來可能引起雜菌污染。

## 食用

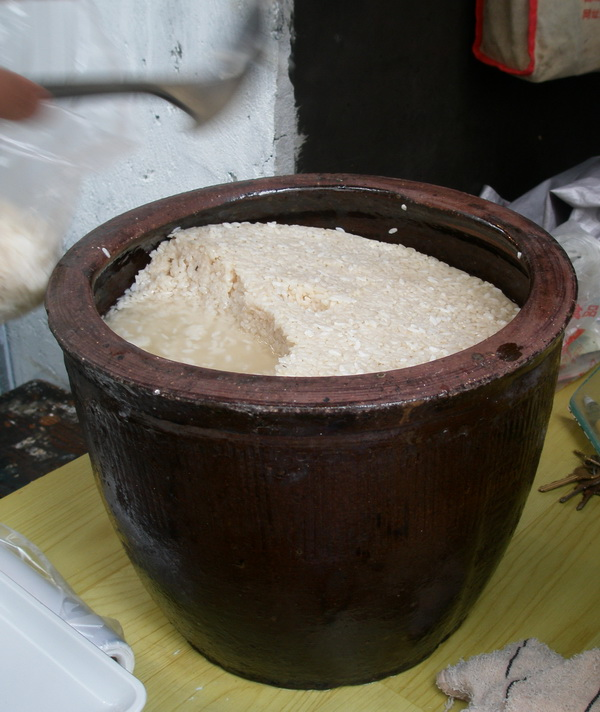
出售的散装醪糟

酒釀可以直接食用，尤其在北京、朝鮮半島，這種方法爲主。由於醪糟中本身已有大量糖分，使用時絕不用再加糖。常見的方法是加入少許桂花調味。或者放入水果丁，味道也不錯。但在中國南方，很多人認爲這樣直接吃過甜或酒味太大，需要加工稀釋後再食用。
也有加入湯圓一同食用，稱為酒釀圓子。
將新鮮的醪糟汁加入牛奶中，室溫放過夜，牛奶便會凝固。這是北京小吃（乳酪兒）的另外一種做法（通常的做法是在牛奶中加入瓊脂煮熟放涼）。這種奶酪比較甜，略帶酒味。

## 注意事項
醪糟味道很甜，含有一定濃度的酒精但又不像通常的酒，不明情況的人可能會一碗接一碗吃下去而醉倒。因此應注意適可而止，不可多吃。

## 參看
- 酒糟
- 醪醴